# Фијат крома
Фијат крома (итал. Fiat Croma) је аутомобил који је производила италијанска фабрика аутомобила Фијат од 1985. до 1996. године.

## Историјат
Фијат крома (интерне ознаке 154) била је у каросеријској изведби лифтбек са петора врата, коју је дизајнирао Italdesign Ђорђета Ђуђара, а заснована је на платформи Tipo Quattro, која је развијена у сарадњи Фијата и Саба. Резултат те сарадње су били врло успешни четверци Саб 9000 (1983), Ланча тема (1984), Фијат крома (1985) и Алфа Ромео 164 (1987). Аутомобили су имали углавном највећи део исте механичке делове, шасију и основни костур каросерије, док је распон погонских јединица варирао, при чему су мотори Фијата и Ланче били најближи један другом.
Иако су остали модели припадали вишој класи (Е-сегменту), крома је пласирана у Д-сегмент, односно у средњу класу, замењујући неуспешну Фијат аргенту. Крома је била први велики породични аутомобил, који је произвео Фијат и који је имала попречно постављен мотор и погон на предње точкове.
У то време био је изузетно успешан модел који је помогао Фијату да се извуче из кризе. Продато је 438.000 примерака, а колико је Фијат био видовит када је у питању био овај модел показује и чињеница да је у аутомобилској историји то био први серијски аутомобил са уграђеним турбодизел мотором са директним убризгавањем горива.
Први мањи редизајн је урађен 1997. године, док је 1991. године урађен обимнији. Такође и 1993. године крома је рестилизовна.

## Мотори
| Модел                   | Мотор     | Запремина | Снага           | Обртни момент | 0–100 km/h | Брзина   |
| ----------------------- | --------- | --------- | --------------- | ------------- | ---------- | -------- |
| 1.6                     | R4 бензин | 1585 cm³  | 61 kW (82 КС)   | 127 Nm        | 14,0 сек.  | 170 km/h |
| 2.0 CHT 90              | R4 бензин | 1995 cm³  | 66 kW (89 КС)   | 169 Nm        | 11,8 сек.  | 182 km/h |
| 2.0 CHT 98              | R4 бензин | 1995 cm³  | 72 kW (97 КС)   | 168 Nm        | 11,7 сек.  | 183 km/h |
| 2.0 i.e. cat.           | R4 бензин | 1995 cm³  | 85 kW (114 КС)  | 162 Nm        | 10,5 сек.  | 190 km/h |
| 2.0 i.e.                | R4 бензин | 1995 cm³  | 86 kW (115 КС)  | 162 Nm        | 9,9 сек.   | 192 km/h |
| 2.0 i.e. Automatica     | R4 бензин | 1995 cm³  | 86 kW (115 КС)  | 162 Nm        | 11,8 сек.  | 188 km/h |
| 2.0 i.e. 16V cat.       | R4 бензин | 1995 cm³  | 101 kW (135 КС) | 180 Nm        | 10,1 сек.  | 200 km/h |
| 2.0 i.e. Turbo cat.     | R4 бензин | 1995 cm³  | 110 kW (150 КС) | 247 Nm        | 7,8 сек.   | 210 km/h |
| 2.0 i.e. Turbo          | R4 бензин | 1995 cm³  | 114 kW (153 КС) | 235 Nm        | 7,8 сек.   | 210 km/h |
| 2.5 i.e. V6 cat.        | V6 бензин | 2492 cm³  | 117 kW (157 КС) | 213 Nm        | 8,6 сек.   | 215 km/h |
| 1.9 Turbodiesel i.d. 90 | R4 дизел  | 1929 cm³  | 66 kW (89 КС)   | 186 Nm        | 12,5 сек.  | 180 km/h |
| 1.9 Turbodiesel i.d. 92 | R4 дизел  | 1929 cm³  | 68 kW (91 КС)   | 196 Nm        | 12,5 сек.  | 180 km/h |
| 2.4 Turbodiesel         | R4 дизел  | 2445 cm³  | 74 kW (99 КС)   | 216 Nm        | 11,9 сек.  | 185 km/h |
| 2.5 Diesel              | R4 дизел  | 2499 cm³  | 55 kW (74 КС)   | 162 Nm        | 16,6 сек.  | 165 km/h |
| 2.5 Turbodiesel Eco     | R4 дизел  | 2499 cm³  | 77 kW (103 КС)  | 220 Nm        | 10,7 сек.  | 190 km/h |
| 2.5 Turbodiesel         | R4 дизел  | 2499 cm³  | 85 kW (114 КС)  | 245 Nm        | 11,0 сек.  | 195 km/h |

## Галерија
- пре редизајна
- пре редизајна
- редизајн од 1991.
- редизајн од 1991.